# Michael Brabrand
Michael Nielsen Brabrand (1755 – 1828) var en dansk te- og porcelænshandler i København, der kom på kant med regeringen i 1793.

## Familieforhold
Michael Brabrand kom fra en fattig familie, som havde taget navn efter byen Brabrand. Som 11-årig rejste han hjemmefra og kom i lære hos en købmand i Kalundborg, hvor han klarede sig godt. Da han var 18 år gammel, flyttede han til København, hvor han fik succes som handlende og købte en ejendom i Gammel Mønt. Han giftede sig med pigen Louise.

## Kontrovers med myndighederne
Brabrand blev i 1793 sat i fængsel som følge af en række anklager, heriblandt for at have været med til at købe falske vidner i en sag. I forbindelse med arrestationen opstod der tumulter i byen, hvilket han også blev sigtet for at have startet. I fængslet skrev han et flyveskrift, som udsendtes med titlen Den mishandlede danske Borgers Appellation til det danske Folk (1793). Derudover udkom skriftet Til Publicum under hans hustrus navn, og disse udgivelser var med til at skabe sympati for ham i den københavnske befolkning.
Under retssagen mod ham fremførte han "skammelige og ærerørige Angreb paa Dommerne, endog for Retten". Han endte med at blive isolationsfængslet i fire år, hvorefter han i februar 1797 blev fradømt sin ære. Det følgende år blev han efter yderligere isolationsfængsling skærpet ved højesteretsdom til, at han skulle landsforvises. Han rejste derpå til Lübeck, hvorfra han gentagne gange bad de danske myndigheder om at måtte vende tilbage. Hans hustru og syv børn (Louise mistede desuden under sin graviditet et barn, mens retssagen pågik) blev i København, og Louise blev sindssyg og havnede på Frederiks Hospital.
Det lykkedes for Brabrand at etablere sig som købmand i Lübeck, og på et tidspunkt blev han frikendt for flere af de anklagepunkter, som oprindeligt blev rettet mod ham, men anklagerne om at have talt ilde om regeringen samt for at modsætte sig anholdelse stod fast.

## Eftermæle
I 2012 udgav historikeren Ulrik Langen bogen Det sorteste hjerte om Brabrand og hans oprør mod enevældet.